# Lill-Fålasjön
Lill-Fålasjön är en sjö i Kramfors kommun i Ångermanland och ingår i Ångermanälven-Gådeåns kustområde.